# Andrena laticalcar
Andrena laticalcar (лат.) — вид пчёл из рода Andrena (семейство Andrenidae). Центральная Азия: Иран, Туркменистан.
Длина тела 9,5 мм, длина переднего крыла — 7 мм. Соотношение длины головы к её ширине (HL/HW) = 0,70. Клипеус сильно выпуклый, гладкий и блестящий. Жвалы в апикальной части красноватые, флагеллум красновато-коричневый, жилки крыла и птеростигма желтовато-коричневые; голенные шпоры желтовато-коричневые; задние края метасомальных тергитов желтовато-коричневые. Вид относится к подроду Osychnyukandrena Michener, 2000, который был установлен американским профессором Чарлзом Миченером в признание заслуг украинского энтомолога Анны Осычнюк для замены преокупированного таксона Calcarina Osytschnjuk, 1993.